# Kirche Paterswalde
Die Kirche in Paterswalde ist ein aus den Jahren 1876/77 stammendes neoromanisches Bauwerk und war bis 1945 evangelisches Gotteshaus des heute Bolschaja Poljana genannten Ortes. Sie wurde 1993 der Russisch-orthodoxen Kirche übereignet, jedoch steht eine regelmäßige Nutzung noch aus.

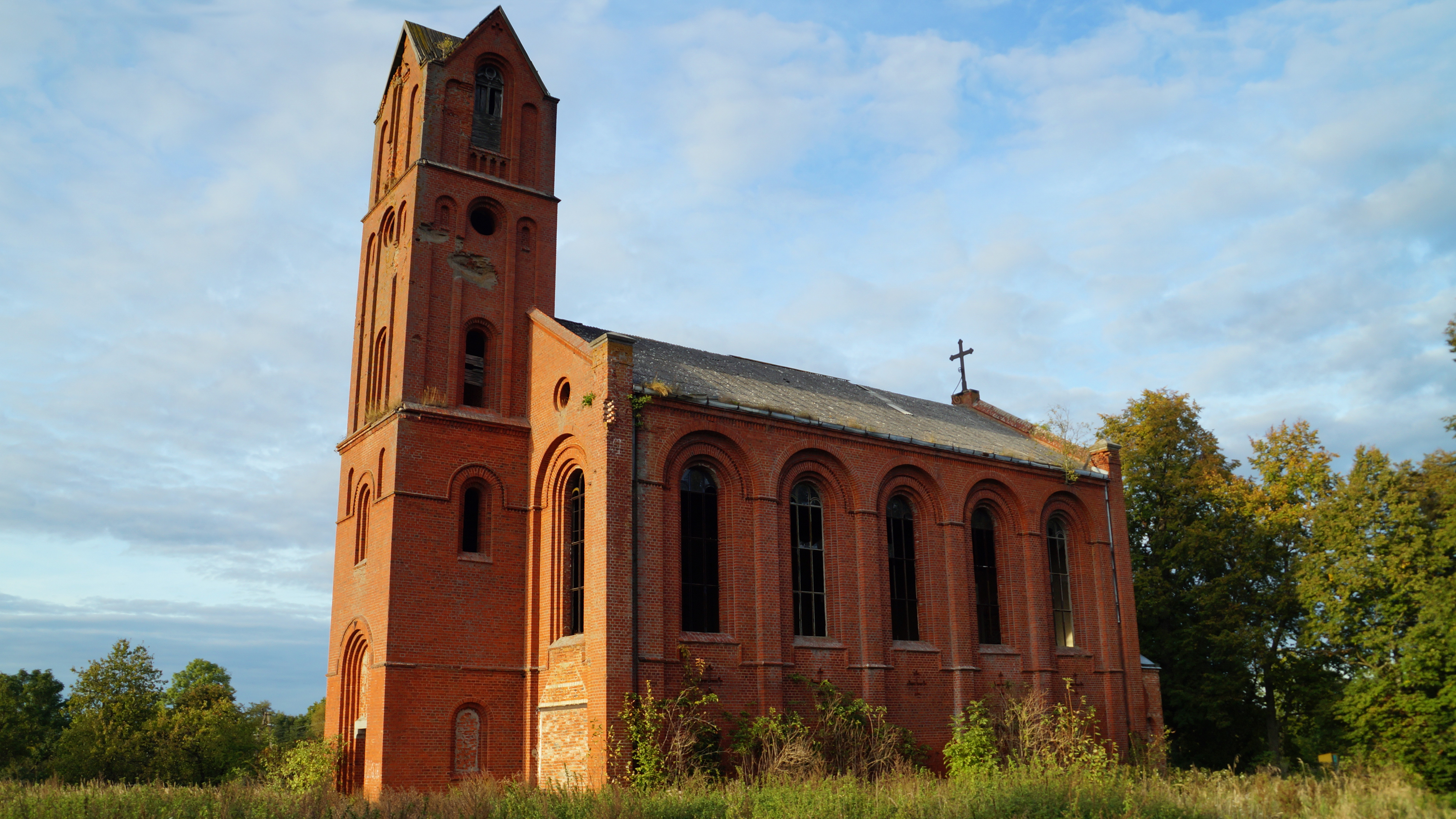
Kirche Paterswalde 2016

## Geographische Lage
Das einstige Paterswalde liegt drei Kilometer südlich der früheren ostpreußischen Kreisstadt und jetzt ländlichen Siedlung Snamensk (Wehlau) in der Oblast Kaliningrad (Gebiet Königsberg (Preußen)) an der russischen Fernstraße R 514 (ehemalige deutsche Reichsstraße 142). Die nächste Bahnstation ist Snamensk an der Bahnstrecke Kaliningrad–Nesterow (Königsberg–Stallupönen/Ebenrode), der ehemaligen Preußischen Ostbahn. Das Kirchengebäude steht westlich der Hauptstraße.

## Kirchengebäude
Ein Kirchdorf war Paterswalde bereits in Ordenszeit, als um 1363 hier eine Kirche errichtet wurde. Sie ging aus einer ehemaligen Wallfahrtskapelle hervor, die südlich des Dorfes stand. Im Reiterkrieg 1520/21 wurde der Ort mit der Kirche von polnischen Truppen zerstört. In den Jahren 1541/42 stellte man das Gotteshaus wieder her, darum herum baut man auch den Ort wieder auf.
Im Jahre 1869 musste die Kirche geschlossen und danach abgerissen werden. Am 23. Juni 1876 legte man den Grundstein für die jetzige in neoromanischem Stil aus Backstein mit Turm errichtete Kirche, deren Einweihung am 9. Dezember 1877 erfolgte. Die Kanzel aus dem Jahre 1591 und der Altar von 1700 konnten aus der alten Kirche übernommen werden. Der Altar war mit reichem Schnitzwerk versehen, die Predella zeigte das Abendmahl, das Hauptgeschoss die Kreuzigung Jesu, zu sehen waren auch zwei Abendmahlsengel. Alle diese Details sah man als Kunststücke aus der Werkstatt von Johann Christoph Döbel an. Eine Orgel erhielt die Kirche im Jahre 1881.
In den Endkämpfen des Zweiten Weltkrieges erhielt das Bauwerk besonders am Turm (er wurde unter anderem seiner hohen Spitze beraubt) größere Beschädigungen. Nach 1945 wurde die Kirche zweckentfremdet und als Lagerhalle benutzt. Die Fenster mauerte man zu, und das Dach wurde mit Asbestzementplatten gedeckt. Im Jahre 1993 wurde das Gebäude der Russisch-orthodoxen Kirche übereignet, die es nur eingeschränkt renovierte und die Entscheidung über die Nutzung der Zukunft überlässt.

## Kirchengemeinde
Die Gründung einer Kirchengemeinde in Paterswalde erfolgte bereits um 1363. Damals hieß der Ort noch „Allendorf“. Von der im nahen Wald gelegenen Kapelle kam der Pater hierher in den Ort, der dann zu „Paterswalde“ wurde. Der erste lutherische Pfarrer amtierte hier ab 1550. Im Jahr 1925 zählte die Kirchengemeinde 2218 Gemeindeglieder, die in 13 verschiedenen Kirchspielorten wohnten. Bis 1945 gehörte die Pfarrei Paterswalde zum Kirchenkreis Wehlau in der Kirchenprovinz Ostpreußen der evangelischen Kirche der Altpreußischen Union.
Aufgrund von Flucht und Vertreibung der einheimischen Bevölkerung in Kriegsfolge brach das kirchliche Leben nach 1945 in dem dann Bolschaja Poljana genannten Ort ein.
Erst in den 1990er Jahren siedelten sich hier Russlanddeutsche an, die ihre durch die Zeit der Sowjetunion hindurch ihre lutherische Frömmigkeit bewahrt hatten und hier eine Gemeinde gründeten. Den verfallenen einstigen Kindergarten richtete man mit starker Unterstützung aus Deutschland als Gemeindehaus her, das im Jahre 2002 eingeweiht werden konnte und nun auch als Gottesdienststätte fungiert. In einem separat stehenden Glockenstuhl hängte man eine Glocke ein, die das Paul-Gerhardt-Stift in Berlin stiftete und bisher in einer Berliner Kirche geläutet hatte. Die Glockenweihe fand am 16. Juni 2003 statt.
Die noch kleine evangelisch-lutherische Gemeinde ist eine Filialgemeinde der Auferstehungskirche in Kaliningrad (Königsberg) in der Propstei Kaliningrad der Evangelisch-lutherischen Kirche Europäisches Russland.

### Kirchspielorte (bis 1945)
Zum evangelischen Kirchspiel Paterswalde gehörten bis 1945 außer dem Kirchdorf noch zwölf Ortschaften:
| Name        | Russischer Name |  | Name        | Russischer Name |
| ----------- | --------------- |  | ----------- | --------------- |
| Augken      |                 |  | Patershof   |                 |
| Georgenberg |                 |  | *Richau     | Telmanowo       |
| Julienhof   |                 |  | *Rockelkeim | Uljanowka       |
| *Lindendorf | Jagodnoje       |  | Rödersbruch |                 |
| Mariendorf  |                 |  | Rosengarten |                 |
| Oelsenau    |                 |  | Stanillien  | Klubitschnoje   |

(* = Schulort)
Ab 1928 oblag auch die Betreuung der Allenberger Kirche in der Heil- und Pflegeanstalt (ehemals „Irrenanstalt“ genannt) in Allenberg (russisch: Chlebnikowo), einem Stadtteil von Wehlau, dem Pfarrer in Paterswalde.

### Pfarrer (1550–1945)
Zwischen 1550 und 1945 amtierten in Paterswalde 31 evangelische Geistliche:
| - Albrecht Marckwart, ab 1550 - Nicolaus Rohdius, bis 1588 - Jacob Eichler, 1588–1592 - Friedrich Sommer, 1593–1594 - Johann Sperber, 1594–1604 - Andreas Schilling, 1605–1614 - Martin Potin, 1614–1623 - Gregorius Vielstich, 16123–1629 - Johann Lehmann, 1629–1639 - Georg Mentus, 1639–1669 - Sigismund Theodor Cuppius,abr>1669–1698 - Friedrich Wittich, 1694–1717 - Andreas Költze, 1718–1727 - David Schultz, 1728–1733 - Conrad Wolfgang Schaar, 1734–1757 | - Johann Gotthard Hoffmann, 1757–1788 - Christian Sigismund Siebrandt, 1788–1804 - Carl Ludwig Hönke, 1804–1805 - Johann Ludwig Böttcher, 1806–1818 - Eduard Ludwig Ferdinand Krah, 1818–1924 - Karl Erich Meißner, 1824–1838 - Heinrich Christian Ziegler, 1838–1842 - Johann Gallandi, 1842–1852 - Carl Ferdinand G. Zimmermann, 1873–1879 - Hermann Adam F. Blaskowitz, 1880–1888 - Martin Gotthilf Boit, 1889–1892 - Rudolf Eduard Wilhelm Theel, 1892–1928 - Paul Kaschade, 1928–1932 - Kurt Steinwender, 1933–1935 - Ernst Hermann Froese, 1935–1945 |

### Kirchenbücher
Zahlreiche Kirchenbücher des Kirchspiels Paterswalde sind erhalten geblieben und werden im Evangelischen Zentralarchiv in Berlin-Kreuzberg aufbewahrt:
- Taufen: 1629 bis 1844
- Trauungen: 1629 bis 1843 (Lücke: 1670 bis 1693)
- Begräbnisse: 1718 bis 1843
- Kommunikanten: 1787 bis 1806.